# AGRICOLA
AGRICOLA (AGRICultural OnLine Access) ist eine englischsprachige Indexierungs- und Zitations-Datenbank für agrarwissenschaftliche Publikationen. Sie wird von der National Agricultural Library (NAL), die zum Landwirtschaftsministerium der Vereinigten Staaten gehört, verwaltet.
Die Datenbank besteht aus zwei Teilen:
1. Zitationen zwischen Publikationen in indexierten wissenschaftlichen Fachzeitschriften, sofern diese Publikationen einen Abstract enthalten
2. Globaler Katalog von über 5 Millionen Monographien, Periodika, audiovisuellem Material und Online-Ressourcen, die bis ins 15. Jahrhundert zurück reichen; der Katalog enthält auch sämtliche Bestände der NAL

Dokumente in AGRICOLA werden mit dem National Agricultural Library Thesaurus and Glossary (NALT), einem Klassifizierungssystem für die Agrarwissenschaften in Englisch und Spanisch, verschlagwortet und klassifiziert.